# 細川氏
細川氏是日本一個武家氏族，家紋丸之內二引兩。細川氏是清和源氏足利氏的支流，名稱是來自13世紀三河國額田郡細川鄉。他們是室町時代管領以及江戶時代熊本藩藩主。

## 簡介
細川氏祖先是足利氏祖先足利義康庶長子足利義清。在室町時代曾經控制山城國等地，但是末期被三好氏威脅影響力大為減少。另一方面，細川氏支流和泉守護細川藤孝在幕政活躍，其後在江戶時代細川忠興三男忠利為熊本藩藩主，現任第18代當主細川護熙是日本第79任內閣總理大臣。
細川氏也是傳承相撲禮儀故實的吉田司家的主家。

## 早期
足利義清是木曾義仲的部下。當中在備中國與平家軍交戰，在水島之戰中戰死。在鎌倉時代，義清之孫義季的兩名兄長戶崎義宗及仁木實國在三河國細川鄉生活，改名為細川二郎。但對於足利氏一門來說，與畠山氏及斯波氏比較起來，與足利氏有較高的獨立性，當時仍然不是有實力的御家人，因此他們的活動沒有紀錄留存下來。
在鎌倉末期至南北朝早年期間和氏、賴春以及從兄弟顯氏及足利定禪支持足利尊氏倒幕，成功倒幕後，細川氏獲分配阿波、讚岐兩國領地。漸漸成為有勢力的守護大名。在室町時代漸漸爬上成為管領，曾因為家族內鬨幾乎失去官職。

## 細川家各家系

### 京兆家
京兆家除了是攝津、丹波兩國的守護外，還是室町幕府的管領。京兆名字由來是右京大夫的唐名，而細川氏每代都是右京大夫。
賴之就任中國及四國的管領。

### 典厩家
由京兆家分支而來，以細川持賢（京兆家第八代當主細川滿元的三子）為初代當主，領地在攝津的中嶋郡一帶

### 野州家
京兆家的其中一個分支。與京兆家、典厩家關係密切。
政春之子高国以管領細川政元養子進入京兆家，經過家督鬥爭開始活躍。高政為了在戰國時代保持原有領地，但遭到出雲尼子晴久的壓迫逃離伊予。而通政外甥通薫（通重）為了回復備中的控制權，加入了毛利氏成為客將，子孫是長州藩藩士。

### 阿波細川家(讚州家)
初代當主為細川賴之之子細川詮春，代代世襲阿波守護一職，後因第五代當主細川成之兼任讚岐守，而同時也稱為阿波讚岐家

### 和泉守護家
和泉國守護家共分為上下兩家。採用兩人守護制度。上守護家祖先是細川賴長，而下家是細川基之。賴之之弟賴有子孫在14世紀出任和泉守護代。細川元有與畠山尚順結盟與細川政元敵對，被政元打敗後投降。1500年元有逝世，家系亦告衰落。兒子細川元常成為守護，但是沒有親生兒子，於是他向其弟三淵晴員將藤孝成為養子成為家親。
藤孝兒子忠興，獲豐臣秀吉重用，並在關原之戰支持德川家康，因而確保大名位置，江戶時代成為熊本藩主。明治時代成為侯爵。
至於下家情況與上家差不多，當主細川政久同樣與畠山尚順結盟而和細川政元敵對，被政元打敗後投降。但是之後沒有回復原有職位。

### 備中守護家
賴之最年幼之弟細川滿之祖先，細川賴重、細川氏久以及細川勝久等人每代繼承的守護職。其他人物統治伊予國新君郡的紀錄。
以降阿波守護家細川之持（義春之子）短時間繼承備中守護後，經歷數年的空白期，管領由細川高國親生父野州家細川政春繼承備中守護，1518年以降，再無領命新的備中守護，而進入了戰國時代。

### 奧州家
細川氏其中一個庶流，亦稱作大外樣大名。和氏及賴春從兄弟是細川顯氏的子孫。後來子孫成為了幕臣，業氏為3代將軍足利義滿以及晴經為第13代將軍足利義滿加冠的時候剃髮。

### 其他支流庶家
- 上野氏
- 長岡氏
- 上地氏
- 天竺氏
- 西内氏
- 十市氏
- 綾氏
- 小神氏